# Издигнути пут Краљ Фад
Издигнути пут Краљ Фад (на арапском جسر الملك فهد) је мост који повезује град Кобар (Саудијска Арабија) и острво Бахреин.
Планови за градњу су потписани 8. јула 1981. године, а сама изградња је започета годину дана касније. Камен темељац је постављен 11. новембра 1982. године, а поставили су га заједно краљ Фад, краљ Саудијске Арабије, и Шеик Иса бин Салман ал-Калифа, шеик Бахреина. Градња је трајала све до средине 1986. године, а ауто-пут је званично пуштен за саобраћај 25. новембра 1986. године.
Цео пројекат у износу од 1,2 милијарде америчких долара је финансирала Саудијска Арабија, а градњу је надгледала грађевинска фирма Баласт Недам Група из Холандије. Ауто-пут има четири траке (ширине 2х12,3 метра) и дугачак је 25 km. Ауто-пут се састоји од пет мостова који повезују мала острвца на којима се ауто-пут ослања. Сваки мост који повезује наредно острвце је дугачко 12.430 метара, односно 12,4 километара. Изградња пет мостова захтевала је 350.000 кубних метара бетона, у комбинацији са 147.000 тона преднапрегнутог челика.
Ауто-пут се састоји из три дела:
1. комбинација три моста од града Кобар у Саудијског Арабији до вештачког острвцета на морској граници Саудијске Арабије и Бахреина, укључујући и најдужи мост од 5,2 километара;
2. мост од вештачког острвцета до Ум ал-На’сан острва;
3. и последњи мост од Ум ал-На’сан острва до острва Бахреин.